# Eskilstunaån
Eskilstunaån – rzeka w Szwecji, o długości 32 km. Przepływa przez miasta Eskilstuna i Torshälla. Swoje źródła czerpie z jeziora Hjälmaren i uchodzi do jeziora Melar.
Znajduje się na niej kilka zapór i elektrowni wodnych.